# Città di Claremont
La città di Claremont è una delle 29 Local Government Areas che si trovano nell'area metropolitana di Perth, in Australia Occidentale. Essa si estende su di una superficie di circa 5 chilometri quadrati ed ha una popolazione di 8.942 abitanti.